# Nu ren si shi
Nu ren si shi è un film del 1995 diretto da Ann Hui.

## Riconoscimenti
- Festival internazionale del cinema di Berlino
  - Orso d'argento per la migliore attrice